# Michael Collins (Astronaut)
Michael Collins (* 31. Oktober 1930 in Rom, Italien; † 28. April 2021 in Naples, Florida) war ein US-amerikanischer Astronaut. Er war Pilot der Kommandokapsel von Apollo 11 und umkreiste darin den Mond, während Neil Armstrong und Buzz Aldrin als erste Menschen die Mondoberfläche betraten.

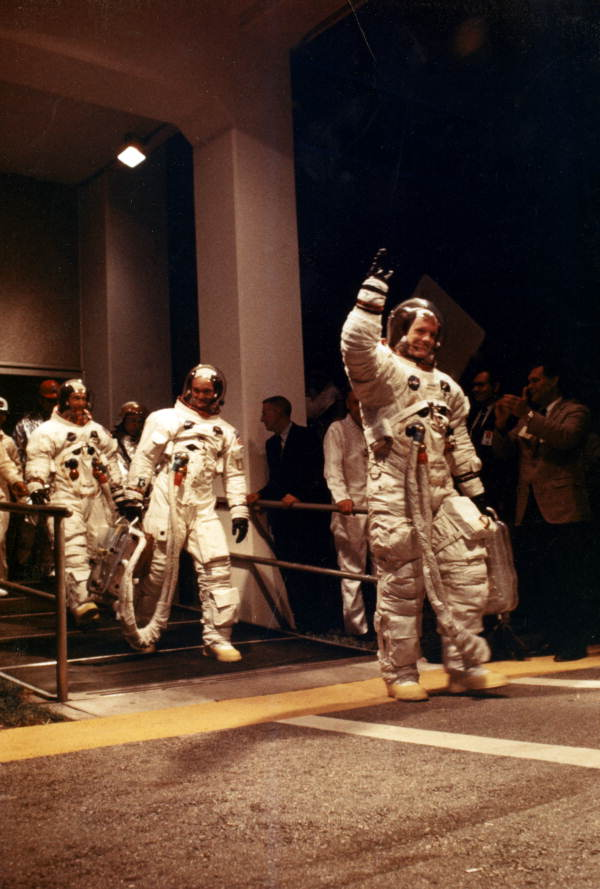
Neil Armstrong, Edwin Aldrin und Michael Collins (Juli 1969)

## Leben

### Herkunft, Ausbildung und Karriere bei der USAF
Michael Collins wurde in Rom geboren, wo sein Vater, der Armeeoffizier James Lawton Collins, Militärattaché war. Er stammte aus einer Soldatenfamilie: sein Vater war im Ersten Weltkrieg Adjutant von General John J. Pershing gewesen, sein Onkel war J. Lawton Collins, Generalstabschef der Armee im Koreakrieg. Sein älterer Bruder James Lawton Collins Jr. war ebenso ein Offizier der Armee, zuletzt Brigadegeneral. Michael Collins besuchte die private Saint Albans School in Washington, D.C., an der er 1948 seinen Abschluss machte. Er studierte anschließend an der Militärakademie in West Point, die er 1952 mit einem Abschluss als Bachelor of Science in Militärtechnik verließ.
Collins entschloss sich, der United States Air Force beizutreten. Nach seiner Pilotenausbildung flog er Düsenjäger auf verschiedenen Stützpunkten der US-Luftwaffe, unter anderem auch von 1954 bis 1957 in Frankreich. Zurück in den USA arbeitete er als Ausbilder und ab 1960 als Testpilot auf der Edwards Air Force Base in Kalifornien.

### Erste Erfahrungen mit dem Weltraum
John Glenns Orbitalflug im Jahr 1962 inspirierte Collins dazu, sich für eine Astronautenlaufbahn zu bewerben.
Collins hatte sich für die zweite Astronautengruppe der NASA beworben, wurde aber nicht angenommen. Bei der nächsten Runde nahm er wieder teil und war dieses Mal erfolgreich. Collins gehörte zu den 14 Astronauten, die am 18. Oktober 1963 der Öffentlichkeit vorgestellt wurden.
Im Februar 1965 übernahm er dabei das Spezialgebiet „Raumanzüge und Weltraumaußentätigkeiten“. Dabei war er auch an der Auswahl der Firmen beteiligt, die die Raumanzüge für die NASA herstellten. Im Juli 1965 wurde er als Ersatzpilot für den Langzeit-Flug von Gemini 7 im Dezember eingeteilt. Collins war damit der erste Astronaut der dritten Gruppe, der für einen Raumflug nominiert wurde, er kam aber nicht zum Einsatz.
Am 25. Januar 1966 gab die NASA bekannt, dass Michael Collins der Pilot von Gemini 10 würde, unter dem Kommando von John Young. Dieser Flug erfolgte vom 18. Juli bis zum 21. Juli 1966 und war der erste, bei dem sowohl eine Kopplung als auch ein Weltraumausstieg durchgeführt wurden.
In der Erdumlaufbahn verließ Collins das Raumschiff, um Erde und Sterne zu fotografieren. Einen zweiten Außenbordeinsatz unternahm er, um von einem Agena-Zielsatelliten, der seit mehreren Monaten im Orbit war, eine Platte zur Bestimmung der Mikrometeoroiden-Aktivität zu holen. Collins war damit der erste Astronaut, der während eines Raumfluges zweimal das Raumschiff verließ, und der erste, der sich im Weltraum von einem Flugkörper zu einem anderen bewegte.

### Einsatz im Apollo-Projekt

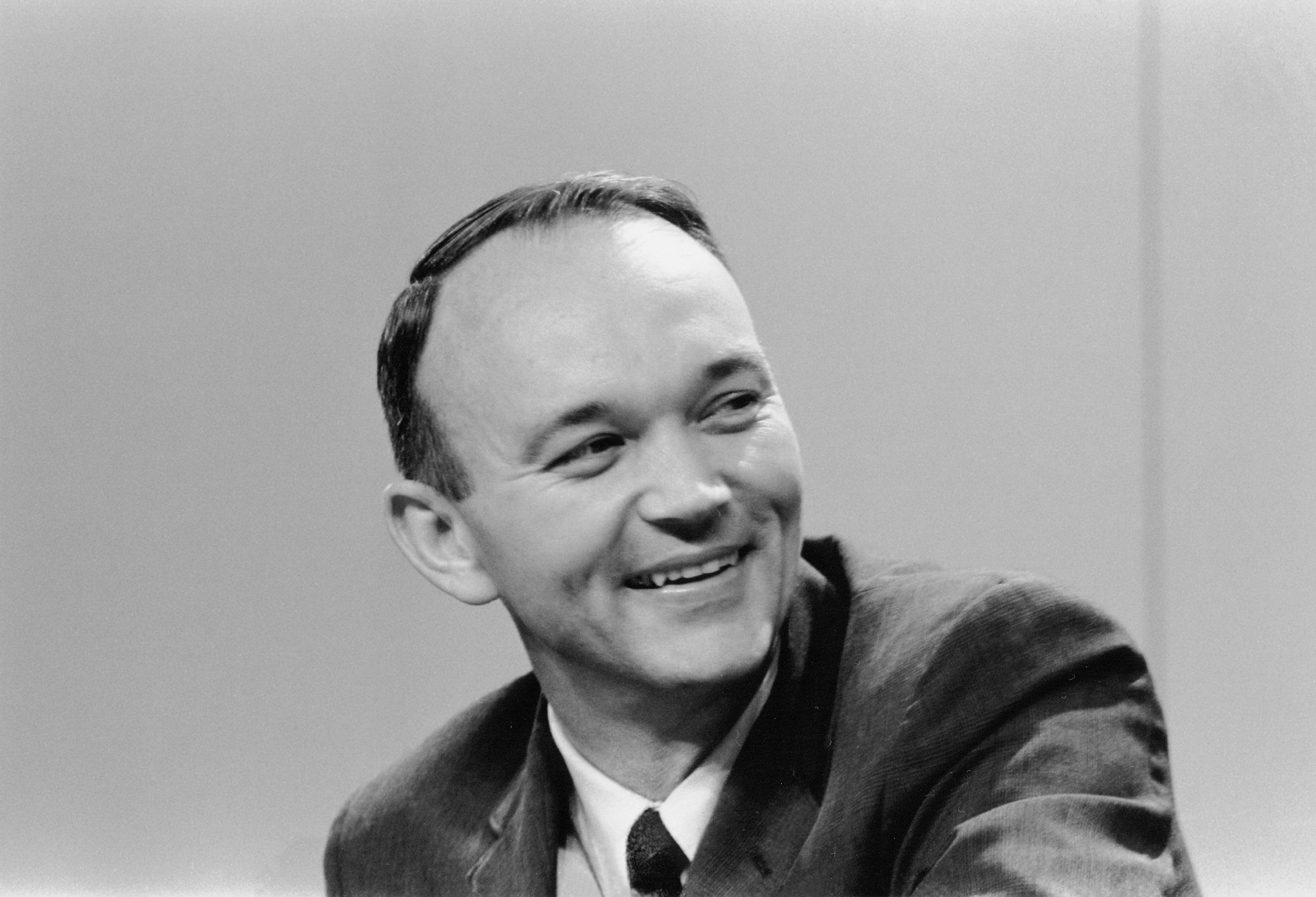
Michael Collins während einer Apollo-11-Pressekonferenz

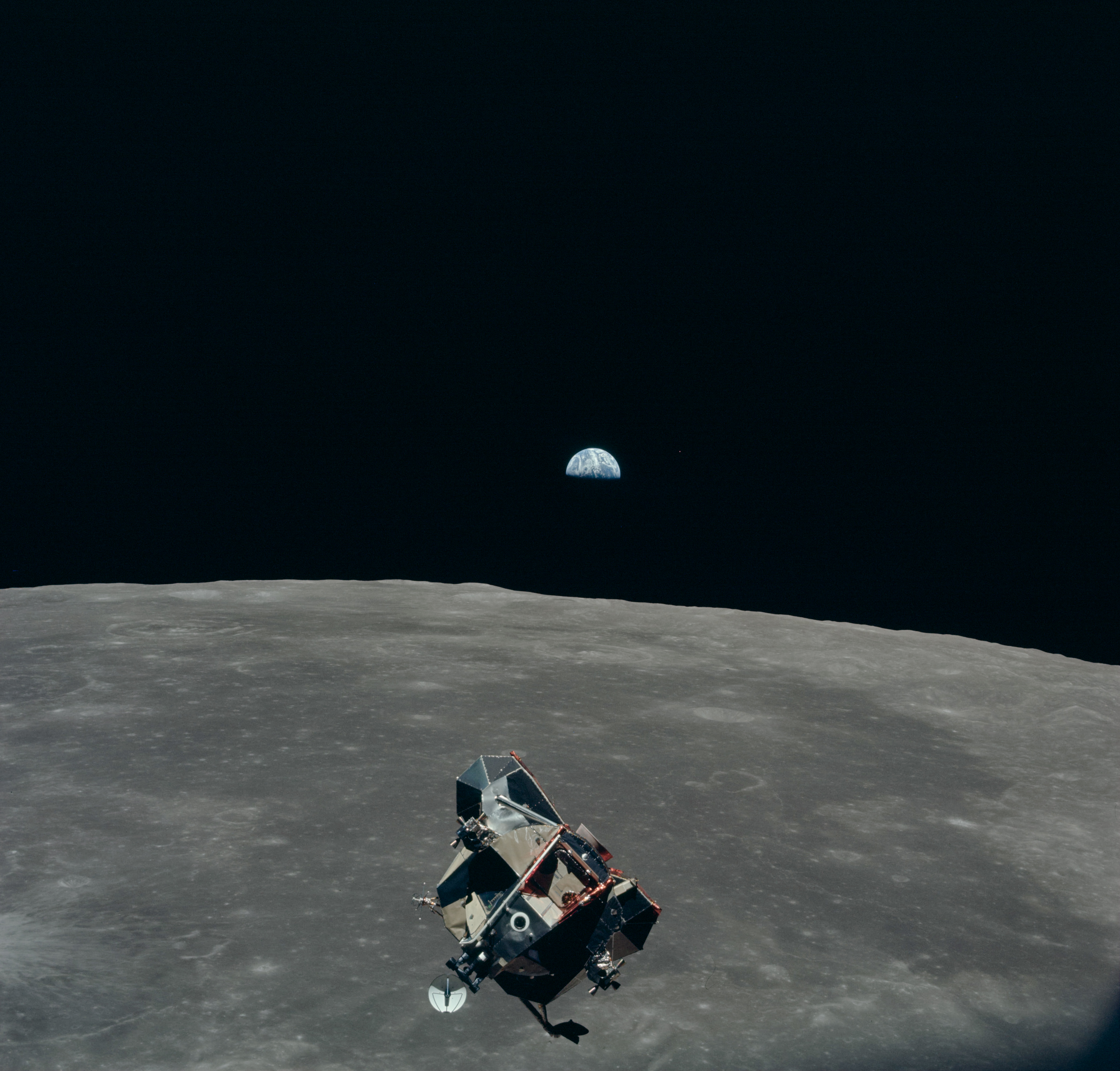
Mit Erde und Apollo-11-Mondfähre ist die gesamte Menschheit in diesem Bild, nur Michael Collins nicht

Am 29. September 1966 wurde Collins für die Ersatzmannschaft des zweiten bemannten Apolloflugs eingeteilt, der im April 1967 stattfinden sollte. Collins war dabei Reserve für Walter Cunningham.
Am 22. Dezember 1966 wurde er als Pilot eines Apollo-Raumschiffs nominiert, mit dem im Dezember 1967 unter dem Kommando von Frank Borman die neue Mondlandefähre in einem Erdorbit getestet werden sollte. Diese Pläne wurden jedoch durch die Apollo-1-Katastrophe im Januar 1967 vereitelt.
Der für Dezember 1967 vorgesehene Flug wurde auf Dezember 1968 verlegt. Statt eines Tests der Mondfähre sollte nun ein Direktflug zum Mond mit Apollo 8 durchgeführt werden, aber Collins musste Mitte 1968 aus gesundheitlichen Gründen aus dem Team ausscheiden, weil sich Bandscheibenprobleme im Halswirbelbereich entwickelt hatten, die sich auf seine Beine auswirkten. Collins wurde operiert und musste mehrere Monate eine Halskrause tragen. Während des Fluges konnte Collins aber von Houston aus an der Flugleitung als Verbindungssprecher (CapCom) mitarbeiten.
Nach seiner Genesung Ende 1968 wurde er als Pilot der Apollo-11-Kommandokapsel nachnominiert. Buzz Aldrin, der diese Aufgabe eigentlich übernehmen sollte, wurde stattdessen Pilot der Mondfähre. Der ursprünglich dafür eingeteilte Fred Haise rückte in die Ersatzmannschaft. Kommandant von Apollo 11 sollte Neil Armstrong werden. Zu diesem Zeitpunkt war noch nicht klar, ob mit Apollo 11 die erste bemannte Mondlandung durchgeführt werden konnte, dies stand erst nach den erfolgreichen Flügen von Apollo 9 und Apollo 10 fest.
Collins entwarf auch das Missionsabzeichen von Apollo 11, auf dem ein Adler abgebildet war, der auf dem Mond landet. Der Flug von Apollo 11 fand vom 16. Juli bis zum 24. Juli 1969 statt. Während Armstrong und Aldrin mit der Fähre Eagle zur Mondoberfläche hinabstiegen und die ersten Menschen auf dem Mond wurden, blieb Collins alleine bei 30 Mondumrundungen, insbesondere während den jeweils 48 Minuten Funkstille „hinter dem Mond“. Durch den zeitweiligen Abstand von mehreren Tausend Kilometern zwischen den Raumschiffen, größer als bei Apollo 10 oder auf der Erde, wurde Collins zum „einsamsten Menschen seit Adam“. Zudem machte er ein Foto in dem Landefähre und die Erde zu sehen sind, somit die gesamte Menschheit außer ihm selbst. 
Nach dem Apollo-11-Flug bekam Collins das Angebot, Ersatzkommandant von Apollo 14 zu werden, mit der Aussicht, als Kommandant von Apollo 17 selbst den Mond zu betreten, Aufgaben die letztendlich Eugene Cernan erfüllte. Collins lehnte ab, da er die mediale Aufmerksamkeit scheute und nicht erneut drei Jahre hartes Training auf sich nehmen wollte.

### Nach der NASA

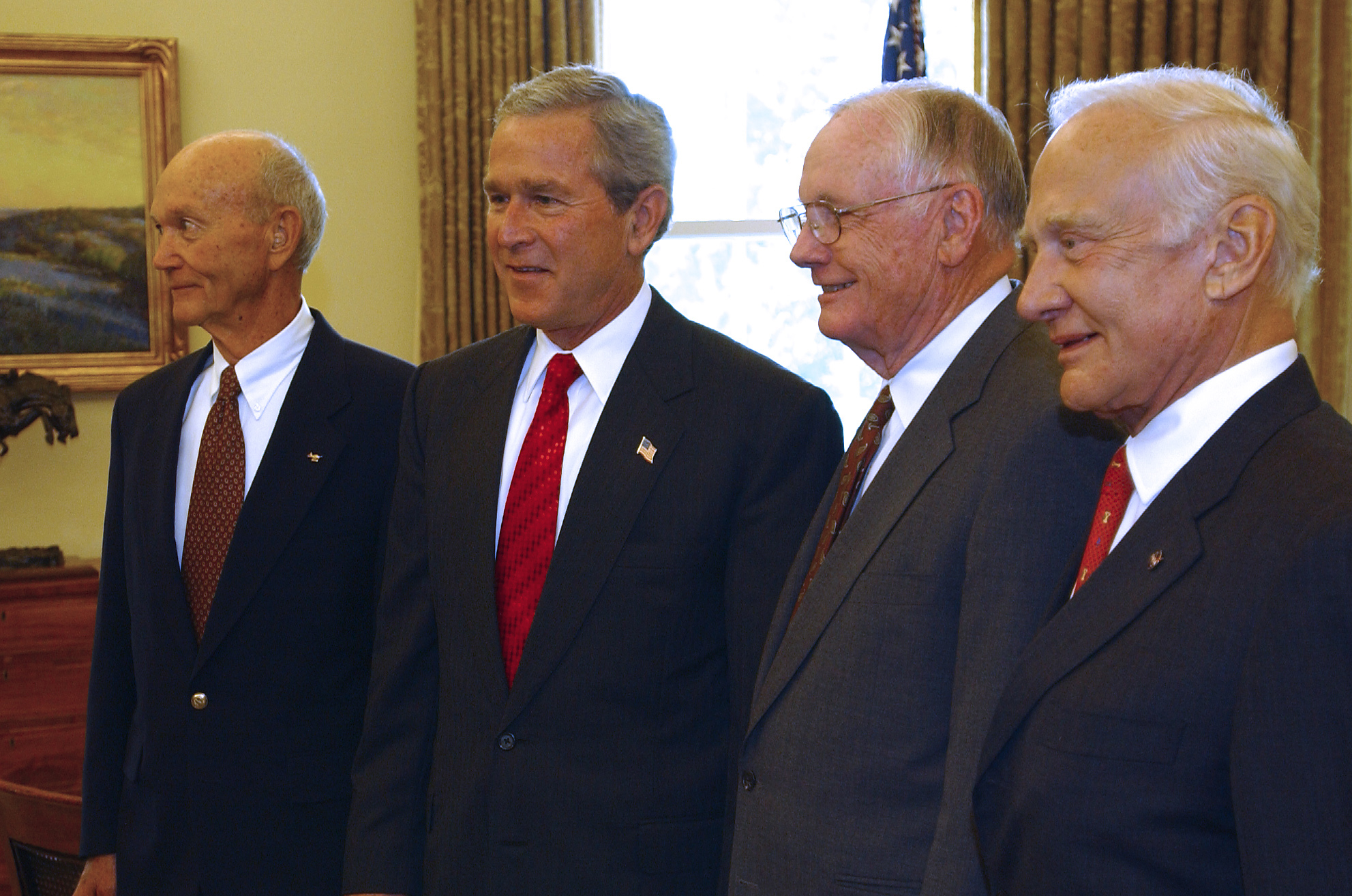
Empfang im Weißen Haus am 21. Juli 2004 (v. l. n. r. Michael Collins, George W. Bush, Neil Armstrong, Buzz Aldrin)

Collins verließ die NASA im folgenden Jahr und arbeitete von Juni 1970 bis April 1971 als Staatssekretär für Öffentlichkeitsarbeit (Assistant Secretary of State for Public Affairs) beim US-Außenministerium.
Anschließend wurde Collins der erste Direktor des National Air and Space Museum der Smithsonian Institution in Washington, D.C. Seine Aufgabe bestand darin, die Planung und den Bau des neuen Museumsgebäudes voranzutreiben. Die Einweihung fand am 1. Juli 1976, kurz vor dem 200-Jahr-Jubiläum der USA, statt. Die Bauzeit war kürzer als geplant, und man blieb dabei unter den veranschlagten Kosten.
1978 übernahm Collins andere leitende Aufgaben innerhalb der Smithsonian Institution. Im Jahr 1982 verließ er die US-Luftwaffe, zu deren Reserve er seit 1970 gehört hatte, im Rang eines Generalmajors. 1980 bis 1985 arbeitete er für die LTV Aerospace & Defense, danach leitete er seine eigene Firma.
Zuletzt lebte er in Marco Island im Bundesstaat Florida. Die letzten eineinhalb Lebensjahre wurde er von seinen Töchtern gepflegt.
Michael Collins starb am 28. April 2021 im Alter von 90 Jahren in einem Hospiz in Naples an den Folgen einer Krebserkrankung.

## Privates
Während seiner Zeit in Frankreich lernte Collins Patricia M. Finnegan kennen, die als Zivilistin bei der Luftwaffe arbeitete. Die beiden heirateten 1957 in Frankreich. Seine Frau Patricia starb im Jahr 2014. Collins widmete ihr die 50-jährige Jubiläumsausgabe seines Buches „Carrying the Fire“.
Er hatte drei Kinder: Michael L. Collins, der 1993 starb, Ann Starr und Kate Collins. Zum Zeitpunkt seines Todes im April 2021 hatte er sieben Enkel.

## Besonderheiten und Rekorde
- Erster Mensch mit zwei Außenbordeinsätzen (Gemini 10)
- Erster Mensch, der sich im All von einem Raumfahrzeug zu einem anderen bewegte (Gemini 10)
- Zweiter Mensch, der alleine im Mondorbit war (Apollo 11)

## Ehrungen

Neil Armstrong und Michael Collins von der brasilianischen Regierung dekoriert, 1969. Nationales Archiv Brasiliens.

Michael Collins ist als einer von verhältnismäßig wenigen Astronauten Mitglied in der National Aviation Hall of Fame. Auch erhielt er 1969 die Freiheitsmedaille („The Presidential Medal of Freedom“), die höchste zivile Auszeichnung in den USA, und im gleichen Jahr den Kaiserlichen Kulturorden Japans.
Der Mondkrater Collins sowie der Asteroid (6471) Collins sind nach ihm benannt.
1973 erhielt er, wie die anderen beiden Astronauten von Apollo 11, einen Stern auf dem Hollywood Walk of Fame.

## Sonstiges
Die Band Jethro Tull widmete Collins und seinen Gefühlen beim Umkreisen des Mondes ohne seine Gefährten das Lied For Michael Collins, Jeffrey and Me von dem Album Benefit.
Das britische Twee-Pop/Indie-Rock-Duo The Boy Least Likely To verwendet das Bild des allein in der Kommandokapsel von Apollo 11 den Mond umkreisenden Collins im Song Michael Collins.
Im 2018 erschienenen Film Aufbruch zum Mond wird er von Lukas Haas dargestellt.

## Werke
Michael Collins ist der Autor mehrerer Bücher über den Weltraum:
- Carrying the Fire. An Astronaut’s Journeys. With a Foreword by Charles A. Lindbergh. Farrar, Straus and Giroux, New York NY 1974, ISBN 0-374-11917-1 (Auch: Cooper Square Press, New York NY 2001, ISBN 0-8154-1028-X).
- Flying to the Moon and Other Strange Places. Farrar, Straus and Giroux, New York NY 1975, ISBN 0-374-32412-3.
- Liftoff. The Story of America’s Adventure in Space. Grove Press, New York NY 1988, ISBN 0-8021-1011-8.
- Mission to Mars. Grove Weidenfeld, New York NY 1990, ISBN 0-8021-1160-2.